# Sebastiano Martini
Sebastiano Martini (Parma, 5 marzo 1978) è uno scrittore italiano.

## Biografia
Ha esordito nella narrativa nel 2019 con il romanzo Covadonga, pubblicato da Edizioni Leucotea, al quale sono seguiti i romanzi La notte dell'acqua alta (2020) e Stato passivo (2021), entrambi pubblicati da Edizioni Ensemble. Nel 2023 esce con il romanzo Il mare delle illusioni, pubblicato da Arkadia Editore, libro proposto al Premio Strega 2023 da Giovanni Pacchiano. Con lo stesso romanzo vince il 3^ posto per la narrativa edita al Premio Lord Byron Golfo dei Poeti ed è finalista al Premio Letterario di Salsomaggiore Terme presieduto da Valerio Varesi. Nel 2024 pubblica per Giulio Perrone Editore un saggio narrativo intitolato In Costa Azzurra con Fitzgerald - Le illusioni perdute della Riviera, una guida letteraria che segue le orme dello scrittore americano Francis Scott Fitzgerald in Costa Azzurra. Nel 2025 esce per Arkadia Editore Il desiderio imperfetto, romanzo con il quale viene nuovamente proposto al Premio Strega, nel 2025, questa volta da Claudio Strinati.

## Stile e tematiche
La scrittura di Sebastiano Martini è spesso descritta dalla critica letteraria come asciutta e al contempo poetica, e per molti si distingue per il suo stile personale e incisivo, ricercato ma non artificioso. I temi ricorrenti nei suoi romanzi riguardano la precarietà dell'esistenza, il destino, l'attesa, la solitudine e le possibilità di riscatto personale. 

## Opere

### Romanzi
- Covadonga, Sanremo: Edizioni Leucotea, ISBN 9788894918274, 2019
- La notte dell'acqua alta, Roma: Edizioni Ensemble, ISBN 9788868816629, 2020
- Stato passivo, Roma: Edizioni Ensemble, ISBN 9788868818333, 2021
- Il mare delle illusioni, Cagliari: Arkadia Editore, ISBN 9788868514181, 2023
- Il desiderio imperfetto, Cagliari: Arkadia Editore, ISBN 9788868515355, 2025

### Saggi
- In Costa Azzurra con Fitzgerald - Le illusioni perdute della Riviera, Roma: Giulio Perrone Editore, ISBN 9788860047397, 2024